# IDEAL Recordings
IDEAL Recordings är ett svenskt skivbolag och organisationen för festivaler, utställningar och konserter med fokus på experimentell musik och ljudkonst. Bolaget grundades 1998 av Joachim Nordwall. 
iDEAL Recordings har släppt skivor av såväl svenska som internationella artister som Merzbow, Mokira, Prurient, Wolf Eyes, Dead Letters Spell Out Dead Words, Arab On Radar, The Skull Defekts, Dan Fröberg, The Magic State, Dungeon Acid, Evil Moisture, Nate Young och Nash Kontroll. Man släpper på cd, kassett och vinyl och gärna i exklusivt limiterade upplagor.
Under 2006 och 2007 samarbetade iDEAL Recordings med Kning Disk, också det ett skivbolag från Göteborg. Under våren 2007 startade iDEAL Recordings dessutom underetiketten Free The Jazz, tillsammans med den experimentelle saxofonisten Mats Gustafsson. Mellan 2003 och 2006 drev Nordwall iDEALFESTIVAL i Göteborg. Detta var en tredagarsfestival i Göteborg för experimentell musik främst på Jazzklubben Nefertiti.
iDEAL har arrangerade även ljudkonstutställningen Botanic Sounds 2009 i Göteborgs botaniska trädgård med verk av Francisco Lopez, Chris Watson, Linda Tedsdotter, Jana Winderen, Brandon LaBelle, Christine Ödlund och Henrik Håkansson. En annan verksamhet har varit seminarier och arrangemang i andra städer. 2008 arrangerade Nordwall IDEALkvällar i Berlin, Århus och New York. 